# هانز هوكي
هانز هوكي (مواليد 16 أبريل 1939) هو مبارز بالسيف نمساوي، مثّل بلاده في الألعاب الأولمبية الصيفية 1960.

## روابط رياضية
هانز هوكي على موقع أوليمبيديا (الإنجليزية)